# 100% = 10.000 (Mi estilo)
100% = 10.000 (Mi estilo) es el primer maxi del rapero español El Chojin, publicado en 1999 y que consta de cuatro canciones y dos instrumentales.

## Lista de canciones
1. «100% = 10.000 (Mi estilo)»
2. «100% = 10.000 (Más estilo)»
3. «El jardín de la alegría»
4. «Instrumental 100% = 10.000 (Más estilo)»
5. «Instrumental 100% = 10.000 (Mi estilo)»
6. «Pelea»